# Whitnash
Whitnash är en ort och civil parish i Storbritannien.   Den ligger i grevskapet Warwickshire och riksdelen England, i den södra delen av landet, 130 km nordväst om huvudstaden London. Whitnash ligger 75 meter över havet och antalet invånare är 7 798.
Terrängen runt Whitnash är platt. Runt Whitnash är det ganska tätbefolkat, med 116 invånare per kvadratkilometer. Närmaste större samhälle är Coventry, 15,1 km norr om Whitnash. Trakten runt Whitnash består till största delen av jordbruksmark.